# Нюкасъл ъпон Тайн
Нюкасъл пренасочва насам.  За други значения вижте Нюкасъл (пояснение).
Нюкасъл ъпон Тайн (на английски: Newcastle upon Tyne, в превод Нюкасъл на Тайн, кратка форма Нюкасъл) е град в Северна Англия, в общинско графство Тайн и Уиър, а в миналото център на Нортъмбърланд. Разположен е на река Тайн, на 12 km от вливането ѝ в Северно море. Населението му е около 276 000 души (2005).

## Спорт
Футболният клуб на града се казва ФК Нюкасъл Юнайтед.

## Личности

### Родени
- Мат Ридли (р. 1958), писател
- Стинг (р. 1951), музикант
- Алан Шиърър (р. 1970), футболист
- Андреа Райзбъро (р. 1981), актриса